# What Every Woman Knows (film fra 1917)
What Every Woman Knows er en britisk stumfilm fra 1917 af Fred W. Durrant.

## Medvirkende
- Hilda Trevelyan som Maggie Wylie
- Maud Yates
- Madge Tree
- A.B. Imeson